# Société immobilière du Cap-Vert
La Société immobilière du Cap-Vert ou SICAP est une société immobilière sénégalaise. À l'origine,  elle est créée par le gouvernement français en 1950 pour porter des projets immobiliers à Dakar.

## Histoire
Après la Seconde Guerre mondiale, la ville de Dakar connait une crise du logement qui atteint le personnel administratif et militaire européen fortement présent. Le gouvernement général de l'AOF fait du logement une priorité financée par le FIDES (Fonds d'investissement pour le développement économique et social). 
La Société immobilière du Cap Vert est alors créée en 1950 sous forme d'une société anonyme d'économie mixte. 
À partir de 1953, elle lance la construction des cités Karack, Baobab, Amitié III, Mermoz, Fenêtre Mermoz, Sacré-Cœur, II et III.
En 1992, elle devient société anonyme à participation publique majoritaire au capital de 100 millions de francs CFA. Le 24 juin 2004, elle prend le nom de SICAP SA détenue à 89,57 % par l'État du Sénégal.

## Activités
La société a pour objet toutes opérations visant à supprimer la crise du logement, à améliorer les conditions de l'habitat au Sénégal, à participer à des plans d'aménagements urbains, notamment ceux résultants du plan d'aménagement de la Région de Dakar.

## Organisation
La SICAP SA est dirigée par une direction générale, elle dispose d'un secrétaire général et de 6 directions scindées en départements.